# 携帯糧秣
携帯糧秣（けいたいりょうまつ）は、大日本帝国陸軍において軍人・軍馬が携行していたレーション。
携帯糧秣のうち、人用の食糧を携帯口糧（けいたいこうりょう）、馬用の飼料を携帯馬糧（けいたいばりょう）と称する。なお「糧秣」とは人用の食糧と馬用の飼料を総称する帝国陸軍の軍事用語である。

## 概要
輜重兵の大行李に積載する糧秣および、部隊管理倉庫内の糧秣もしくは部隊が直接戦地において購買あるいは徴発することができない場合など、やむを得ない場合に限り、部隊長（指揮官）の命令によって使用する予備の糧秣である。レーションであるため戦地のみならず、平時の演習などにおいても準用される。
携帯口糧
階級・職務のいかんを問わず各人が携行する。徒歩本分者は背嚢または背負袋に、乗馬本分者は鞍嚢（あんのう。鞍に付属のポケット）に収容した。なお、米は合理的に新品の軍足（靴下）に入れて携行することが多かった。
主食として精米1日分（855グラム）・乾パン1日分（675グラム）、副食として缶詰肉（大和煮など）150グラム・食塩24グラムが原則。
携帯馬糧
乗馬（将校用の移動手段ならびに騎兵や憲兵などで運用される乗馬用の軍馬）は旅嚢および鞍嚢に、駄馬（輜重兵や砲兵などで運用される牽引用の軍馬）は適宜積載した。
各馬オオムギ2升5合（2,625グラム）が原則。騎兵および騎兵部隊と共働する部隊の乗馬は2升であった。
なお、上述の通りこれら携帯口糧はあくまで野戦用のレーションであり、設備や補給が整っている駐屯地や兵営などでは基本的に軍隊調理法などのレシピにそった多種多様で比較的贅沢な給食を将兵は食していた。